# Exomilus pentagonalis
Exomilus pentagonalis é uma espécie de gastrópode do gênero Exomilus, pertencente a família Raphitomidae.